# Tiberiu Marc
Tiberiu Marc (n. 10 august 1954, Șimleu Silvaniei, România) este un politician român, membru al Partidul Social Democrat. 
În perioada 2004-2008 și 2008-2012 a fost președintele consiliului județean Sălaj.